# Vanonus brunnescens
Vanonus brunnescens is een keversoort uit de familie schijnsnoerhalskevers (Aderidae). De wetenschappelijke naam van de soort werd in 1901 gepubliceerd door Henry Clinton Fall.